# Gotska Sandön
Gotska Sandön è un'isola disabitata della Svezia, situata nel Mar Baltico, a nord di Gotland.
Dal 1909 l'isola costituisce il parco nazionale Gotska Sandön.